# Mleczność
Mleczność – termin zootechniczny oznaczający wydajność mleczną u samic ssaków zwierząt gospodarskich o użytkowości mlecznej – bydła, owiec, kóz i innych. Mleczność mierzy się w kilogramach lub litrach w skali rocznej lub w okresie laktacji.